# Orthogeomys thaeleri
Orthogeomys thaeleri је врста глодара из породице гофера (лат. Geomyidae). 

## Распрострањење
Колумбија је једино познато природно станиште врсте.

## Станиште
Врста Orthogeomys thaeleri има станиште на копну.
Површина коју врста заузима је вероватно мања од 20 хиљада квадратних километара. 

## Угроженост
Ова врста није угрожена, и наведена је као последња брига јер има широко распрострањење.

### Популациони тренд
Популација ове врсте је стабилна, судећи по доступним подацима.